# 福島県道190号二本松停車場線

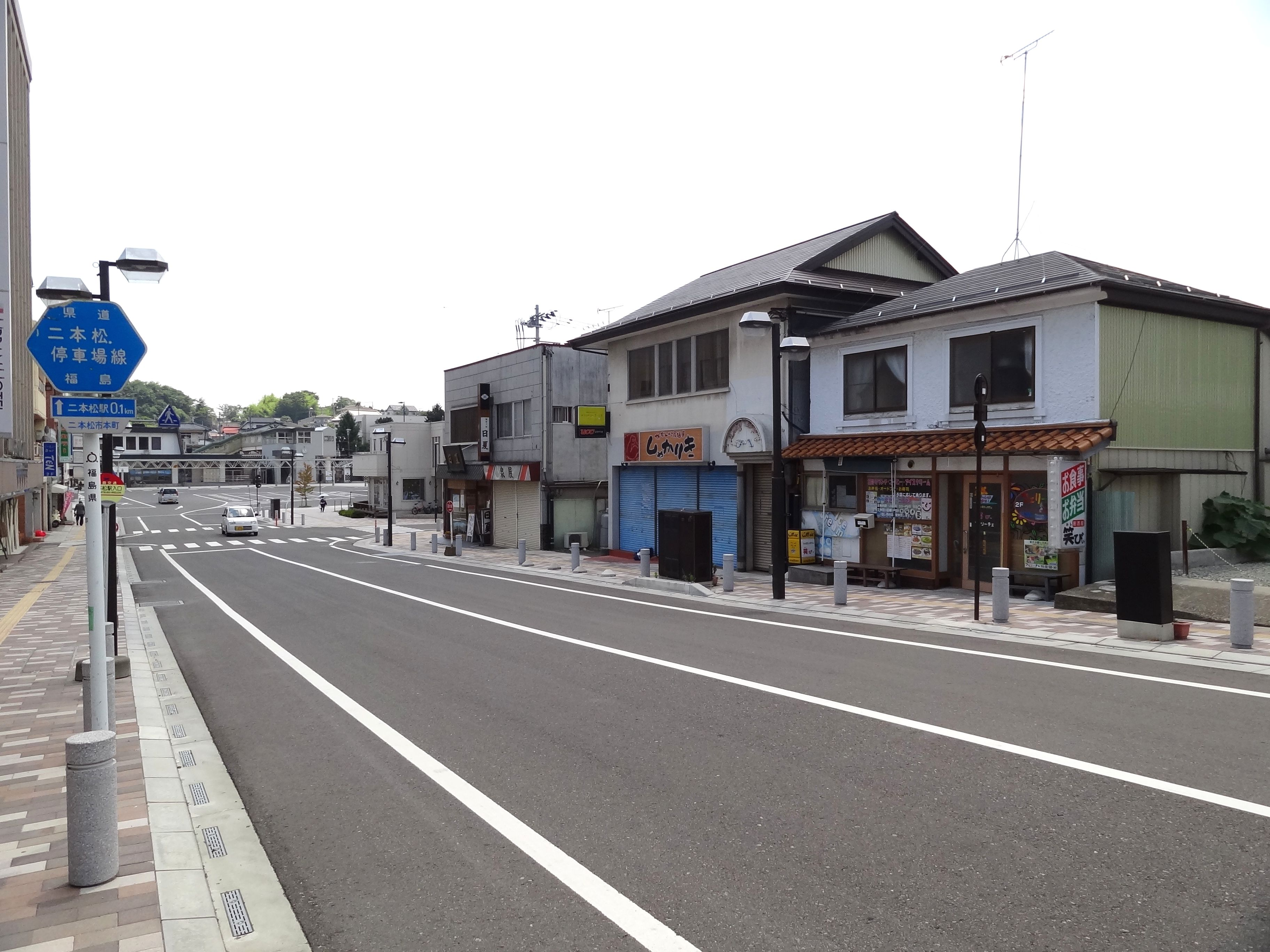
二本松駅前付近

福島県道190号二本松停車場線（ふくしまけんどう190ごう にほんまつていしゃじょうせん）は、福島県二本松市内にある一般県道である。

## 路線概要
- 起点：福島県二本松市本町2丁目（JR東北本線二本松駅前）
- 終点：福島県二本松市本町2丁目
- 総延長：109 m[1]
  - 実延長：総延長に同じ
- 路線認定年月日：1959年8月31日[2]

## 通過する自治体
- 福島県
  - 二本松市

## 接続・交差する道路
- 福島県道129号二本松安達線（福島県道355号須賀川二本松線重用区間）（本町2丁目 終点）

## 沿線
- JR東北本線 二本松駅
- 二本松神社